# Kai Stratznig
Kai Lukas Stratznig (* 15. April 2002) ist ein österreichischer Fußballspieler.

## Karriere

### Verein
Stratznig begann seine Karriere beim SC Mühldorf. Zur Saison 2016/17 kam er in die Akademie des Wolfsberger AC. Im März 2019 debütierte er gegen den FC Wels für die Amateure des WAC in der Regionalliga. Bis zum Ende der Saison 2018/19 kam er zu elf Einsätzen in der dritthöchsten Spielklasse.
Im Juni 2020 stand er gegen den SK Sturm Graz erstmals im Profikader der Kärntner. Sein Debüt in der Bundesliga gab er im selben Monat, als er am 25. Spieltag der Saison 2019/20 gegen den TSV Hartberg in der 75. Minute für Romano Schmid eingewechselt wurde. Sein Startelfdebüt gab er am 27. Spieltag bei einem 0:0-Remis gegen den FC Red Bull Salzburg. Nach drei Spielzeiten bei den Profis des WAC verließ er den Klub nach der Saison 2021/22.
Nach einem halben Jahr ohne Klub schloss er sich im Jänner 2023 dem Zweitligisten First Vienna FC an, bei dem er einen bis Juni 2024 laufenden Vertrag unterschrieb.

### Nationalmannschaft
Stratznig debütierte im März 2021 gegen Saudi-Arabien für die österreichische U-21-Auswahl.